# Agrostis stipoides
Agrostis stipoides é uma espécie de gramínea do gênero Agrostis, pertencente à família Poaceae.